# اضطراب تعاطي المخدرات
اضطراب تعاطي المخدرات هو تعاطي نوع أو أكثر من المخدرات والذي يؤدي لعجز وألم اكلينيكي خطير. على الرغم أن مصطلح «المادة» قد يعني مسألة مادية ولكن في هذا الحالة «المادة» تقتصر على المخدرات ذات التأثيرالعقلي. يعود اضطراب تعاطي المخدرات إلى استخدامها المفرط أو الاعتماد عليها، ممّا يؤدي إلى آثار تضر بصحة الفرد الجسدية والعقلية ومصلحة الآخرين.
يتميّز هذا الاضطراب بوجود نمط من الاستخدام الباثولجي المستمر للأدوية أو العقاقير غير الطبية المحددة أو السم، مما يؤدي إلى عواقب اجتماعية سلبية متكررة متعلقة بتعاطي المخدرات، مثل عدم القدرة على حضور لقاءات العمل والتزامات العائلة والمدرسة والنزاعات الشخصية ومشاكل قانونية. هنالك بعض النقاشات المستمرة عن الفروق الدقيقة بين تعاطي المخدرات والاعتماد عليها، ولكن معيار الممارسة الحالية يفرق بين الاثنان عن طريق تعريف اعتماد المخدرات من حيث الأعراض الفسيولوجية والسلوكية من تعاطي المخدرات، وتعاطي المخدرات من حيث العواقب الاجتماعية المترتبة على تعاطي المخدرات. في كتاب الدليل التشخيصي والإحصائي النسخة الخامسة استبدل اضطراب استخدام المادة بتعاطي المخدرات أو الاعتماد عليها.
نتج عن اضطرابات تعاطي المخدرات 127,000 حالة وفاة في 2013 مقارنة بـ 53,000 في 1990. وكانت اضطرابات تعاطي المواد الأفيونية أعلى عدد في الوفيات بـ 51,000 حالة وفاة. نتج عن اضطراب تعاطي الكوكايين 4,300 حالة وفاة في حين اضطراب استخدام المنشطات 3,800 حالة وفاة، أما اضطراب تعاطي الكحول أدى إلى وفاة 139,000 شخص.

## تعاريف
من الممكن أن يؤدي تعاطي المخدرات إلى الإدمان أو الاعتماد عليها. الاعتماد الفسيولوجي يتطلب تطوير التحمّل الذي يؤدي إلى اختفاء الأعراض طبيًا. كلًا من سوء الاستخدام والاعتماد يختلفون عن الإدمان، ذلك يتضمن الإكراه في متابعة تعاطي المخدرات على الرغم من النتائج السلبية وقد ينطوي ذلك أو لا على اعتماد المواد الكيميائية. الاعتماد غالبًا ما يعني سوء الاستعمال ولكن سوء الاستعمال يحدث في كثيرٍ من الأحيان بدون الاعتماد، خصوصًا عندما يكون الفرد في بداية تعاطي المخدرات. الاعتماد يتضمن العمليات الفسيولوجية، في
حين تعاطي المخدرات يعكس التفاعلات المعقدة بين الفرد وتعاطي المخدرات والمجتمع.
أحيانًا ما يستخدم مرادفات لتعاطي المخدرات كإدمان المخدرات والاعتماد على المواد الكيميائية، ولكن الواقع يشير إلى استخدام المخدرات بطريقة خارج الاتفاقيات الاجتماعية والثقافية. استخدام كل المخدرات الخاضعة للمراقبة والمخدرات الأخرى من غير اتفاقية (على سبيل المثال: وفقًا لأوامر الطبيب أو الأعراف الاجتماعية) هو الإساءة وفقًا لهذا التعريف، لكن ليس هنالك تعريف عالمي مقبول لتعاطي المخدرات.
تمت مقارنة الأذى الجسدي لعشرين مخدر في مقال بمجلة «لانست»{بحاجه لمصدر}. يكون الأذى الجسدي ظاهرًا حيث تم تعيين قيمة الأذى الجسدي من 0 إلى 3 للضرر الحاد والمزمن وضرر بالوريد. أما الأذى الاجتماعي يكون غير ظاهر.
قد يكون استخدام المخدرات مفهومًا بشكل أفضل إذا ظهرت سلسلة من منافع ومشاكل الاستخدام. يختلف هذا المفهوم عن المتضادات الثنائية غير المحددة «استخدام» مقابل «تعاطي».
كتاب الدليل التشخيصي والإحصائي النسخة الرابعة للاضطرابات العقلية يشرح الاعتماد الجسدي واستخدام المخدرات والامتناع عنها، ولم يذكر مصطلح’ الإدمان‘أبدًا. بدلًا من ذلك لديه قسم عن اعتماد المخدرات:
«اعتماد المخدرات هو عندما يستمر الفرد بتناول الكحول والمخدرات الأخرى على الرغم من المشاكل المتعلقة بها، ومن الممكن تشخيص اعتماد المخدرات. يمكن للاستخدام القهري والمتكرر أن يسمح بتأثير المخدر واختفاء الأعراض عندما يقل الاستخدام أو يوقف. يعتبر تعاطي المخدرات جنبًا إلى جنب اضطرابات استخدام المواد...»
أصبحت المصطلحات معقدة جدًا في هذا المجال. يواصل الصيدليون الحديث عن الإدمان من الناحية الفسيولوجية (يسميها البعض الاعتماد الجسدي). أحال الأطباء النفسيون حالة المرض للاعتماد النفسي، ومعظم الأطباء يحيلون المرض كإدمان. يجب أخذ مجال الطب النفسي بعين الاعتبار {بحاجه لمصدر}، لأنه ينتقل من كتاب الدليل التشخيصي والإحصائي النسخة الرابعة إلى كتاب الدليل التشخيصي والإحصائي النسخة الخامسة، وانتقال «اعتماد المخدرات» إلى «الإدمان» كمصطلح لحالة المرض.
يعرّف الإدمان حاليًا بدقّة كـ «الاستخدام غير المنضبط أو القهري»؛ إذا لم يكن هنالك ضرر تعرّض له أو ضرر لحق به المريض أو طرف آخر، فإنه سريريًا يمكن أن يعتبر قهري. لكن نسبةً لتعريف البعض لا يصنف كـ «إدمان». ليس من السهل التمييز بين نوعي الإدمان في الممارسة العلمية. غالبًا ما يكون الإدمان مكونات جسدية ونفسية.
وهنالك أيضًا حالة غير معروفة تسمى شبه الإدمان. سوف يظهر المريض سلوك البحث عن المخدرات مُذكّر الإدمان النفسي، ولكنها تميل لأن تكون ألم حقيقي أو أعراض أخرى قيد المعالجة. هذه التصرفات تميل للتوقف عندما يعالج الألم كفاية، ليس كالإدمان النفسي الحقيقي.

## العلامات والأعراض
يفرق المجتمع الطبي بين الاعتماد البدني (تتميز بأعراض الانسحاب) والاعتماد النفسي (أو ببساطة الإدمان).
تعريف كتاب الدليل التشخيصي والإحصائي للإدمان يمكن ببساطة أن يكون تعاطي المخدرات القهري (أو الانخراط في أي نشاط) على الرغم من النتائج السلبية المستمرة، وهذا أيضًا خلاصة ما كان يسمى بـ «الاعتماد النفسي». من ناحية أخرى، الاعتماد الجسدي ببساطة يحتاج مادة للعمل. يعتمد الإنسان جسديًا على الأكسجين والطعام والماء. من الممكن أن تسبب المخدرات اعتماد جسدي وليس إدمان (مثل بعض أدوية ضغط الدم والتي من الممكن أن تصبح أعراض انسحابها قاتلة إذا لم تكن بالتدريج)، ومن الممكن أن تسبب إدمان بلا اعتماد جسدي (أعراض الانسحاب المرتبطة بالكوكايين كلها نفسية، ولا ترتبط بالقيء أو الإسهال كما تكون مع انسحاب الأفيونية).
هنالك العديد من أدوات الفحص المختلفة التي تم التحقق من صحتها للاستخدام مع المراهقين مثل «الصناعات الحرفية» والبالغين مثل «القفص».

## الاعتماد الجسدي
يعرف الاعتماد الجسدي على مادة بظهور سمات أعراض الانسحاب عندما تنقطع المادة فجأة. تحث المواد الأفيونية والبنزوديازيبينات والمهدئات والكحول والنيكوتين والكافيين على الاعتماد الجسدي. من ناحية أخرى، فإن بعض فئات المواد حصة هذه الخاصية وما زالت لا تعتبره إدمان: الكورتيزون وحاصرات بيتا ومعظم مضادات الاكتئاب هي أمثلة على ذلك. لذلك، في حين الاعتماد الجسدي يمكن أن يكون عاملًا رئيسيًا في علم النفس من الإدمان وغالبًا ما يصبح الدافع الرئيسي في استمرار الإدمان، والإسناد الأساسي الأولي لإدمان مادةٍ ما عادةً ما يكون قدرتها على إحداث المتعة، على الرغم من الاستخدام المستمر لا يكون الهدف إحداث المتعة كما هو لتخفيف القلق الناجم عن عدم وجود مادة معينة تسبب الإدمان، الأمر الذي أدى إلى استخدامه قهريًا.